# Герб Юкатану

Герб Королівства Юкатан, який використовується як нинішній герб міста Меріда.

Герб Юкатану — різні герби, які протягом всієї історії Юкатану були символом цього мексиканського штату. Протягом колоніального періоду та епохи після здобуття незалежності, а також протягом ХІХ століття і більшої частини ХХ століття Юкатан використовував герб, який зараз відповідає гербу міста Мерида.

## Сучасний герб
22 вересня 1989 року губернатор штату Віктор Мансанілья Шаффер надіслав до місцевого конгресу декрет з ініціативою ухвалити герб штату Юкатан.
Конгрес оголосив конкурс на вибір дизайну, на який відгукнулися три людини зі своїми проєктами, з яких, після їх аналізу, була обрана робота, представлена Хуаном Франсіско Пеоном Анконою.
Згодом був виданий указ, який був оприлюднений і опублікований в Офіційному віснику уряду штату 30 листопада 1989 р.

## Опис
Геральдично, офіційний опис виглядає так: у зеленому полі здиблений золотий олень, у лівому верхньому куті — золоте сонце, в основі — золота рослина хенекен, терасована камінням або плитами з того ж металу. Золота облямівка з двома майяськими арками та двома іспанськими колоніальними мечами, розміщеними у верхній і нижній частині, праворуч і ліворуч, відповідно.

## Значення
Враховуючи, що остаточний і вічний характер символічного ансамблю повинен пропонувати позачасове послання, дійсне в будь-якому теперішньому і майбутньому часі і не підлягати жодному ідеологічному протистоянню історичного, політичного чи релігійного характеру, виконавча влада штату запропонувала, щоб герб включав елементи, що представляють природні царства; хонекен — справжнє екологічне диво, що стоїть на вапняковій плиті, Олень, який є символом гір Юкатанe, і Сонце, невблаганне, з палючими променями, як космічний символ. Таке ж зображення має бути і на гербі Юкатану, йдеться в ініціативі:
...присутність двох основних культур, що складають його населення: майя та іспанців, представлених типовими елементами архітектурного мистецтва, такими як арка майя та дзвіниця, безпомилковий завершальний штрих іспанських колоніальних храмів, розкиданих по всьому півострову.
Щоб надати лаконічності сучасному гербу, було запропоновано використовувати одну емаль і один метал: зелену барву, що є кольором сільської місцевості та екології, і золото, що уособлює пишність традиційного культурного багатства Юкатану.